# Christine Winterbourn
Christine Coe Winterbourn est une biochimiste et pathologiste néo-zélandaise, professeure de pathologie à l'Université d'Otago, en Nouvelle-Zélande.
Ses recherches sur la chimie biologique des radicaux libres lui ont valu la médaille Rutherford, et la médaille Marsden, les plus hautes récompenses de chacun des deux plus grands organismes scientifiques néo-zélandais.

## Formation
Winterbourn a étudié la chimie à l'Université d'Auckland, suivi d'un doctorat en biochimie de l'Université Massey. Sa thèse de doctorat portait sur l'étude du métabolisme lipidique des érythrocytes de mammifères, explorant les modifications des profils lipidiques dans ces cellules en fonction de l'âge des cellules. Elle a effectué un travail postdoctoral à l'Université de la Colombie-Britannique, au Canada. Depuis lors, sa carrière s'est déroulée à l'Université d'Otago, à Christchurch, où elle dirige le département de pathologie.

## Travaux
Winterbourn a pris un poste à la faculté de médecine de Christchurch de l'Université d'Otago en 1970. Elle a créé son propre laboratoire en 1979/80, qui est devenu le Center for Free Radical Research.
Son travail explore la biochimie fondamentale des radicaux libres, qui peuvent avoir des effets à la fois bénéfiques et nocifs dans le corps. Elle a été l'une des premières scientifiques à démontrer que les cellules humaines produisent des radicaux libres dans le cadre de leur fonctionnement normal. À faible concentration, ils sont essentiels à la vie et contribuent aux défenses de l'organisme contre les infections, tout en jouant un rôle essentiel dans la signalisation intracellulaire. À des niveaux plus élevés, ils peuvent entraîner un stress oxydatif, qui a été impliqué dans un large éventail de maladies humaines. Winterbourne a effectué des travaux préliminaires pour documenter certaines des réactions chimiques des radicaux libres qui se produisent dans des maladies telles que le cancer, les accidents vasculaires cérébraux, les maladies coronariennes et l'arthrite,,.

## Prix et distinctions
Elle a été la première femme récipiendaire de la médaille Rutherford. En 1997, lors des honneurs de l'anniversaire de la reine (en) , Winterbourn a été nommée officier de l'Ordre du mérite de la Nouvelle-Zélande, pour ses services rendus à la recherche médicale. Elle a été promue Companion de l'Ordre du Mérite de Nouvelle-Zélande lors des Queen's Birthday and Diamond Jubilee Honors 2012 (en), pour services rendus à la science. En 2017, Winterbourn a été sélectionnée comme l'une des « 150 femmes en 150 mots » de la Royal Society Te Apārangi, célébrant les contributions des femmes au savoir en Nouvelle-Zélande.